# Marana (Arizona)
Marana est une ville américaine principalement située dans le comté de Pima en Arizona.
La municipalité s'étend sur 122,20 milles carrés (316,5 km2), dont 121,47 milles carrés (314,61 km2) de terres. Seuls 0,72 milles carrés (1,86 km2) de son territoire sont situés en dehors du comté de Pima, dans le comté de Pinal. Selon le recensement de 2010, Marana compte 34 961 habitants, résidant tous dans le comté de Pima.

## Démographie
| 1970  | 1980  | 1990  | 2000   | 2010   | - |
| ----- | ----- | ----- | ------ | ------ | - |
| 1 154 | 1 674 | 2 187 | 13 556 | 34 961 | - |